# 漳平站
漳平站位于福建省龙岩市漳平市菁城街道，始建于1956年，1957年4月12日通车，1983年扩建:399，1987年11月17日实现电气化，2007年重建车站站房，2019年1月5日起停办客运业务。鹰厦铁路、漳龙铁路、漳泉肖铁路在此交会。距鹰潭站513公里，距厦门站181公里，距龙岩站63公里，距肖厝站240公里。

## 车站结构

### 站房
漳平站目前的站房于2007年11月投入使用，高15.15米，建筑面积4036平方米，共设有3层。站房内共设有售票厅、进站厅、普通候车厅、软席候车厅、贵宾候车室等8个部分。其中售票厅位于站房西侧，设有两个普通窗口和一个应急窗口。候车室入口位于站房中部，停办客运业务前每日开放时间为12:00至13:30和18:30至次日7:30。

### 站场
漳平站现为一级二场横列式布置的一等区段站。到发场设10股道，设一座客运用岛式站台和一座侧式站台，办理客运旅客乘降、行李包裹托运以及办理整车、零担货物发到业务；车站货场设有通往福州机务段漳平整备车间、丽菁人造板有限责任公司、金鑫硫酸化工、二段钢材和华电漳平火电的专用线。
漳平站编组场12股道，分为北区和南区，担负着四个方向的列车解编和摘挂任务，日均办理车数达4300辆左右。
| 侧式站台     |                   |
| 1站台        | 鹰厦铁路 列车     |
| 2站台        | 鹰厦铁路列车      |
| 岛式站台     |                   |
| 3站台        | 鹰厦铁路 列车     |
| 到发场4-10道 | 鹰厦铁路 货运列车 |
| 编组场       | 鹰厦铁路 列车     |

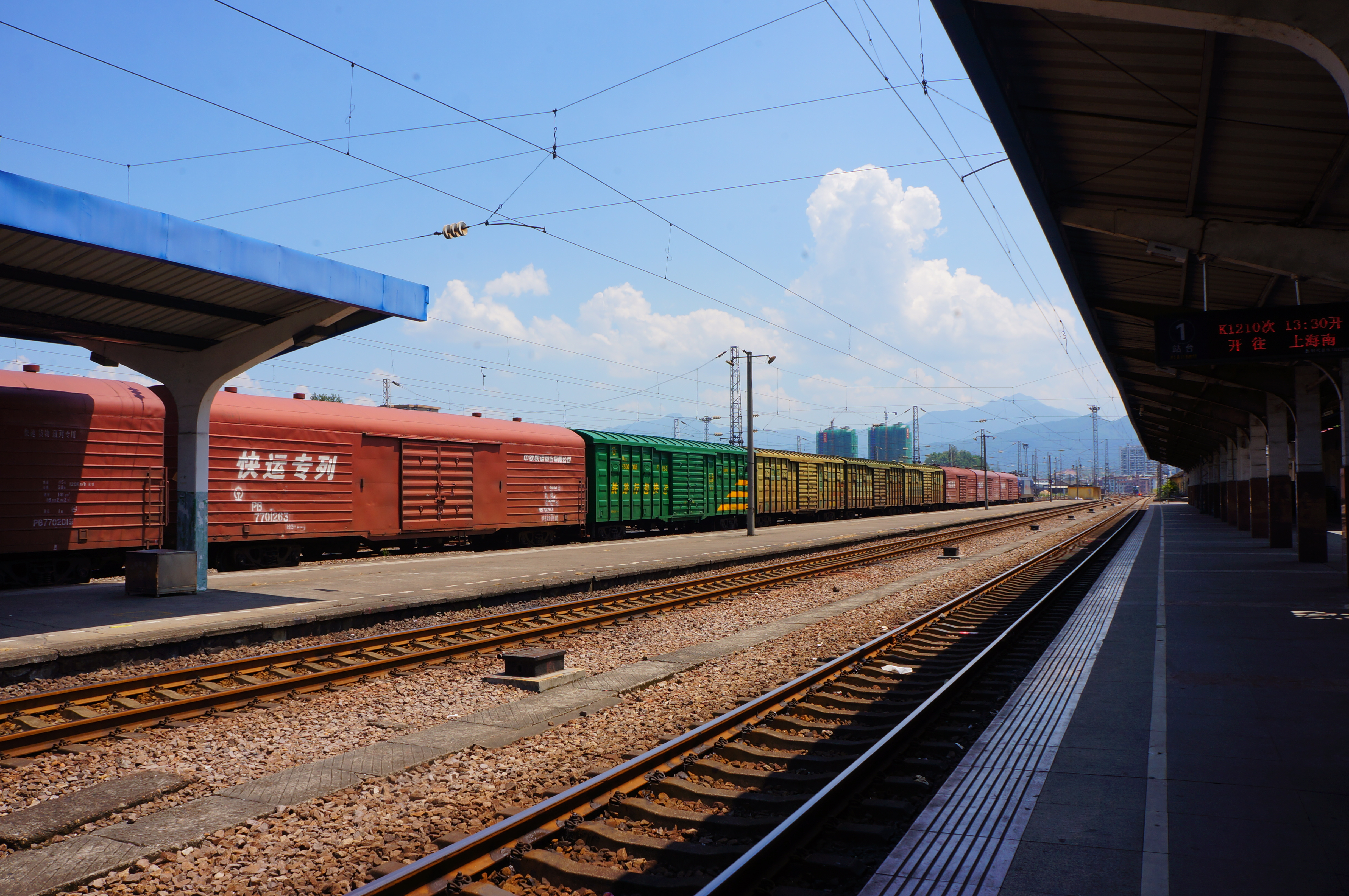
客运站台
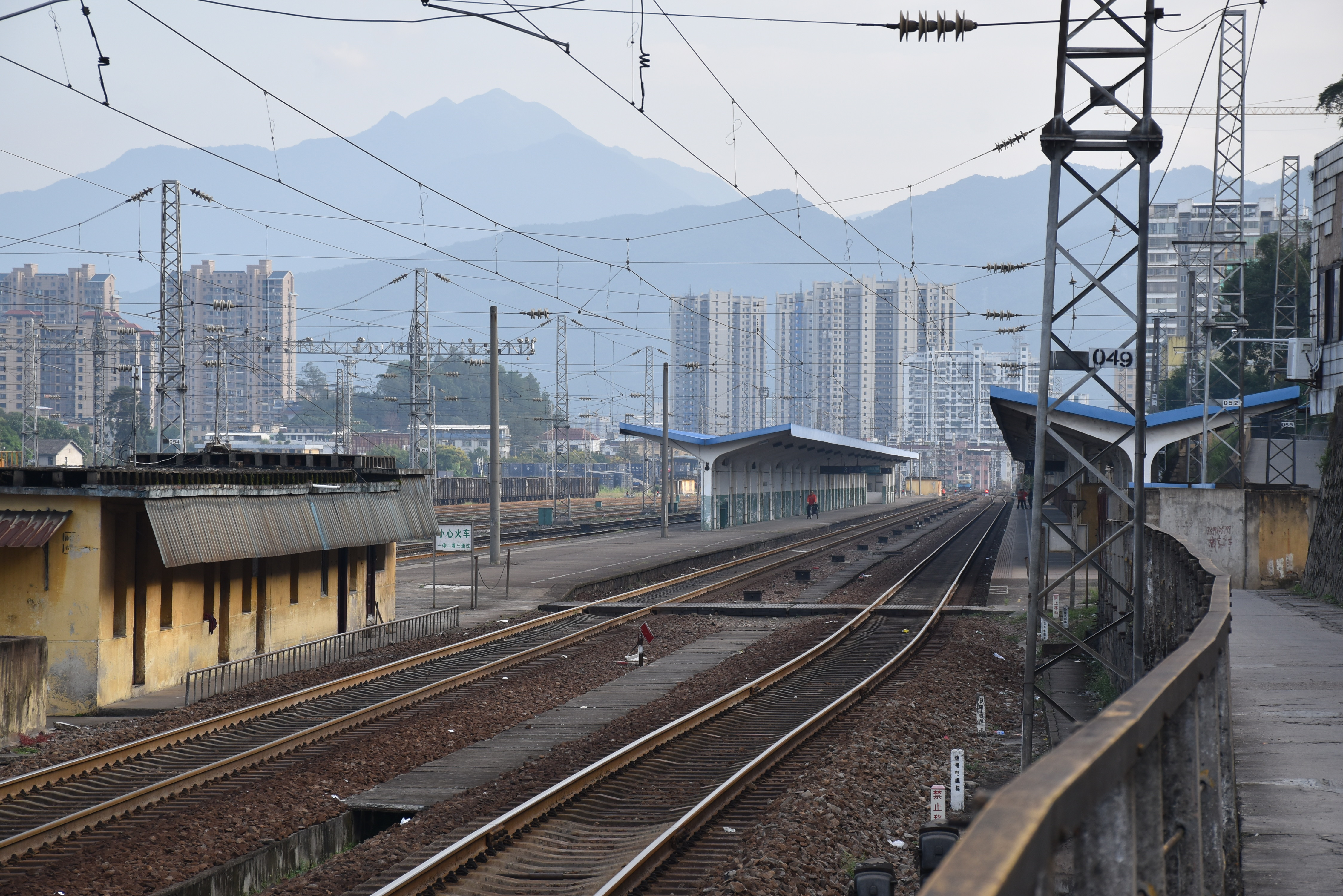
车站站场
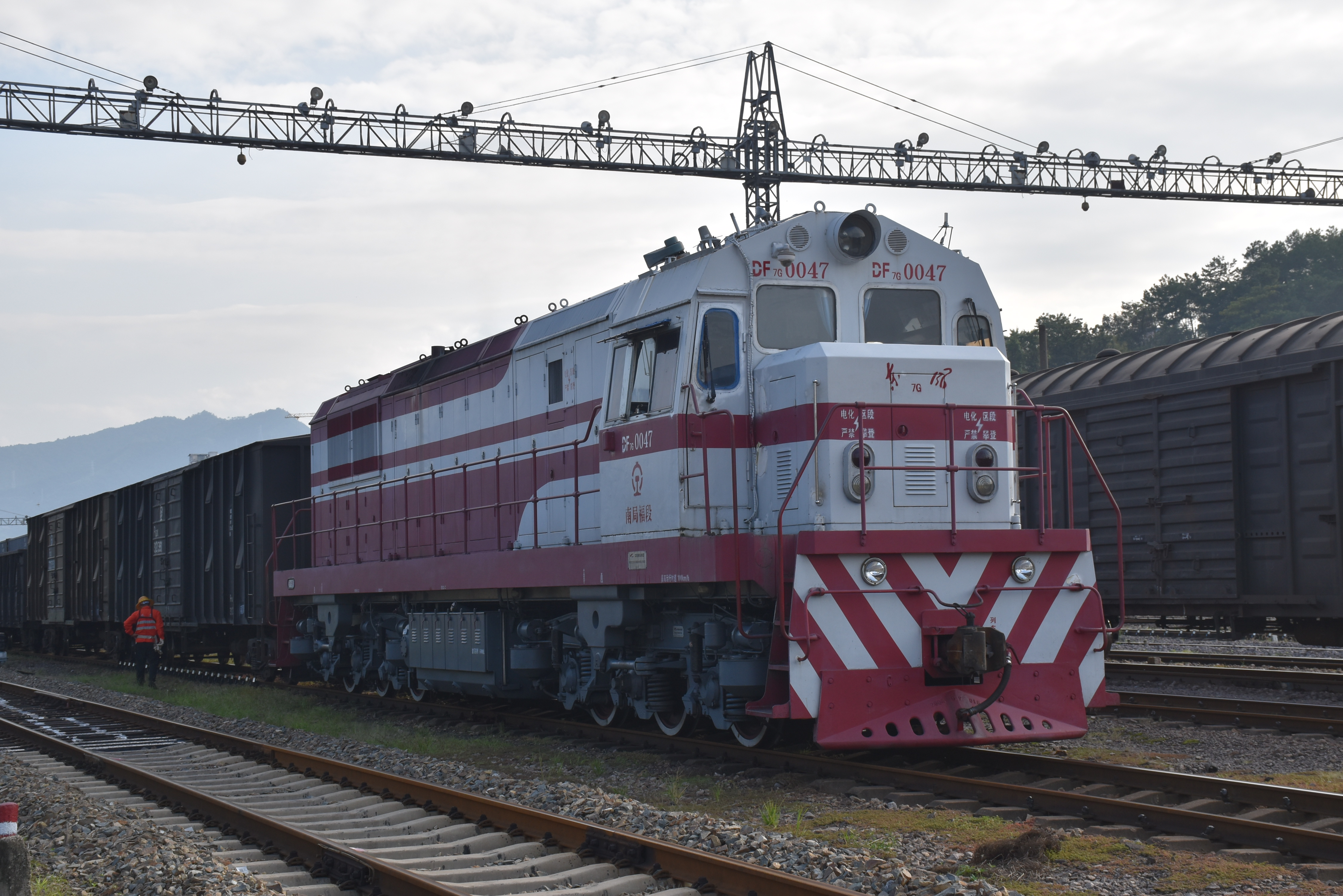
东风7G-0047在进行调车作业
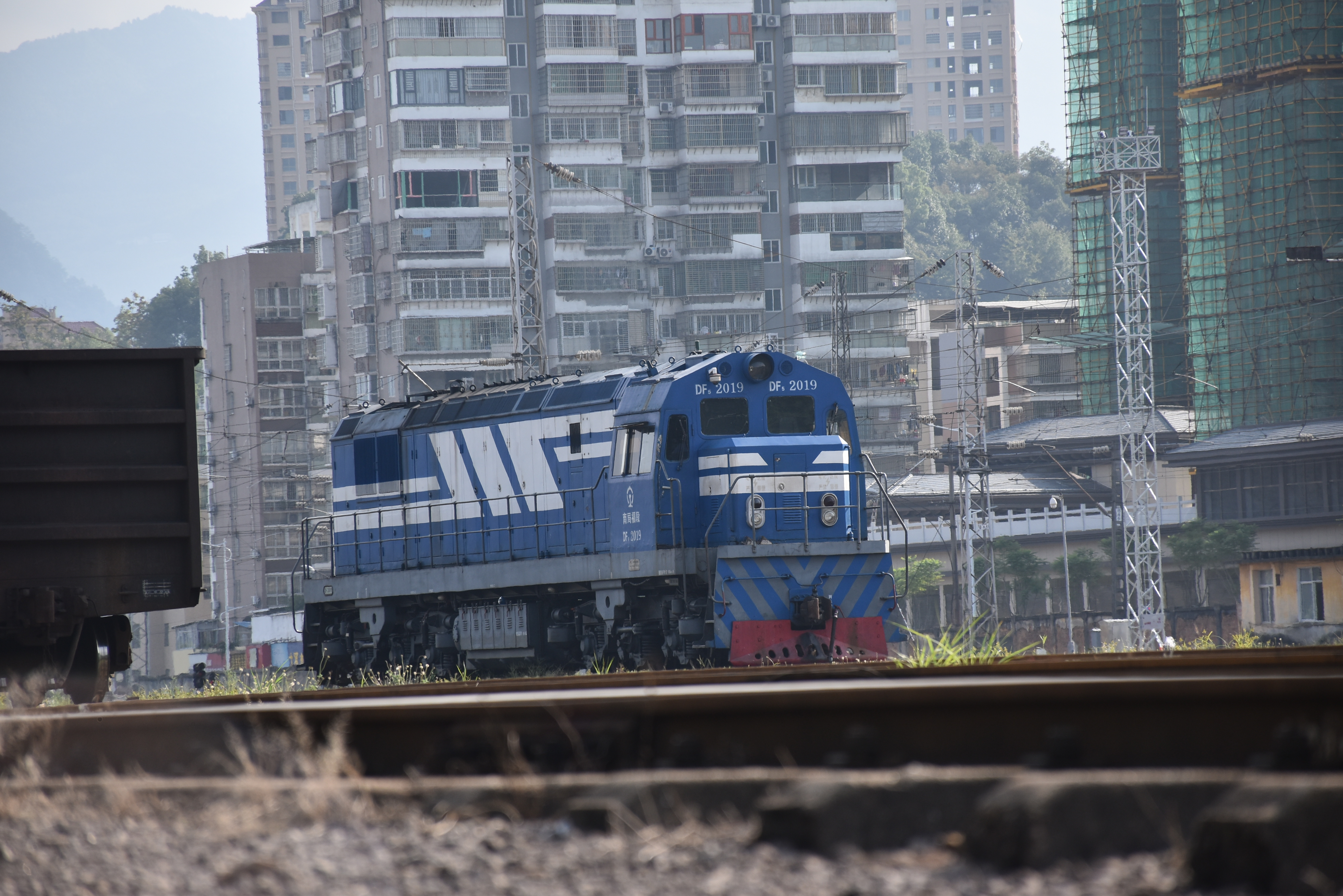
东风5-2019在编组场内
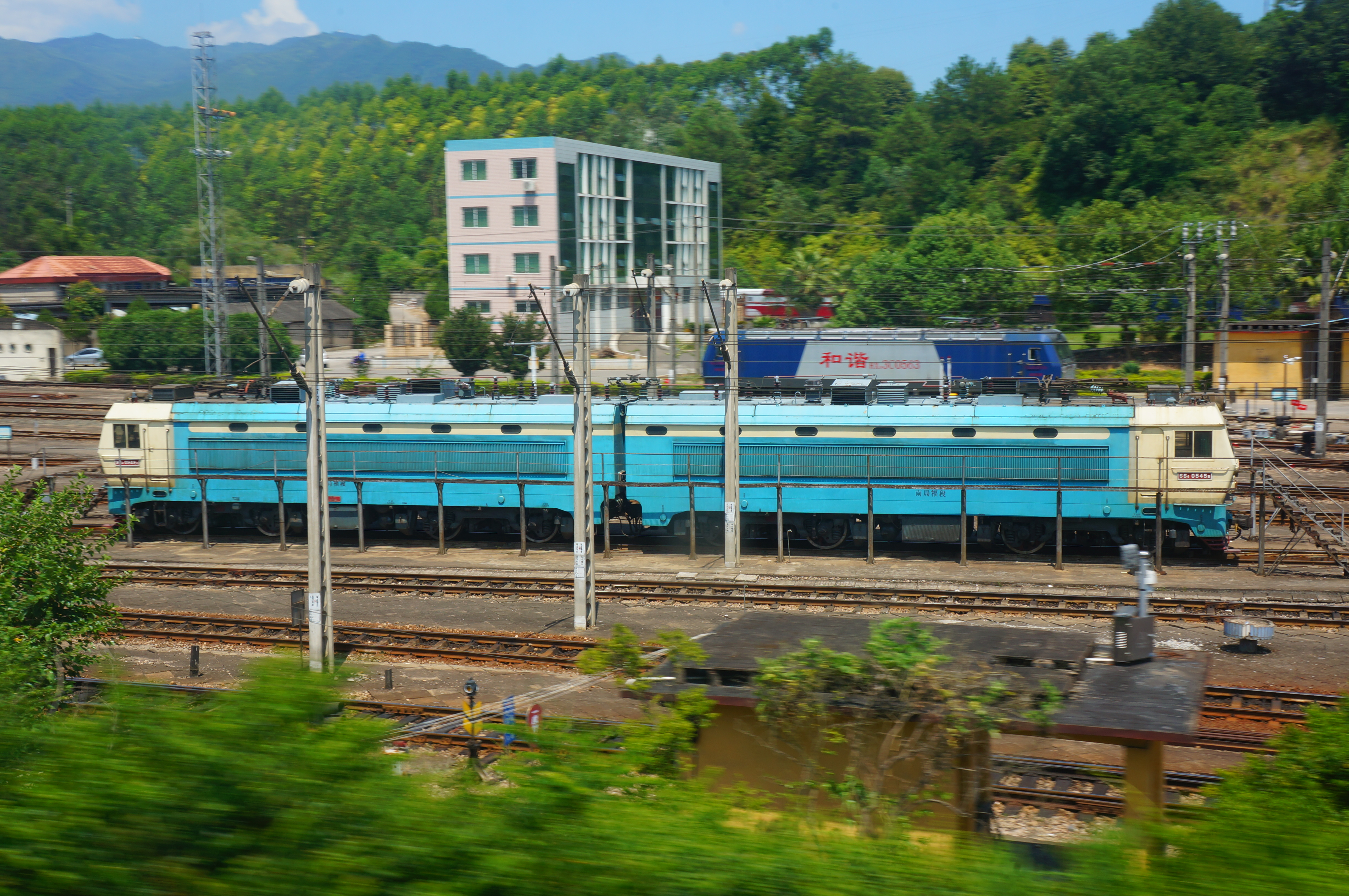
漳平整备车间内停放的韶山4型電力機車